# Eitan (transportér)
Eitan je těžký kolový obrněný transportér 8×8 vyvinutý pro izraelské pozemní síly jako náhrada zastaralých amerických transportérů M113. Je to první izraelský kolový obrněný transportér. Vozidlo se vyznačuje velkými rozměry a vysokou úrovní pasivní ochrany. Díky své hmotnosti okolo 35 tun je považováno za zřejmě nejtěžší kolový transportér současnosti (srovnatelný je zřejmě německý Boxer). Zahájení sériové výroby Eitanu je plánováno na rok 2018 (jiný pramen uvádí 2022). Kromě základního obrněného transportéru mají být vyvinuty i další specializované verze.

## Vývoj

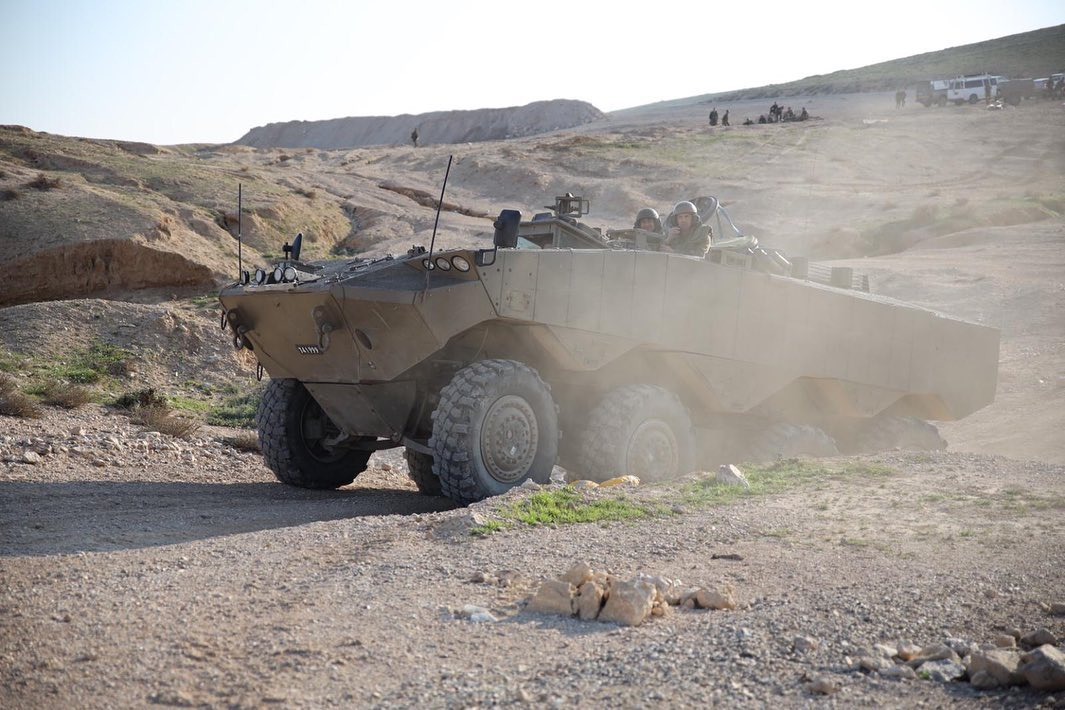
Vozidlo Eitan brigády Nachal

Vývoj obrněného transportéru Eitan je součástí úsilí o náhradu 6000 izraelskou armádou provozovaných amerických pásových transportérů M113 za modernější a odolnější vozidla. Izraelské obranné síly dlouhodobě kladou velký důraz na ochranu svých vojáků (to se odrazilo mimo jiné v koncepci tanku Merkava), takže velmi malá odolnost transportérů M113 je vnímána jako velký problém. Plně se to ukázalo roku 2014 během operace Ochranné ostří, kdy při zásahu izraelského M113 střelou RPG zahynulo sedm vojáků. M113 zčásti nahrazují vysoce odolné obrněné transportéry na tankových podvozcích (Achzarit, Nakpadon, Nagmachon a Namer). Ty však mají velké pořizovací a provozní náklady. To vedlo k rozhodnutí vyvinout nový vysoce odolný obrněný transportér na kolovém podvozku jako jejich doplněk (cena kolového Eitanu dosahuje přibližně poloviny ceny pásového Nameru).
Vývoj vozidla Eitan probíhal od roku 2015 pod patronátem tankového úřadu MANTAK (Minhelet ha-Rekem) na izraelském ministerstvu obrany, který dohlížel i na vývoj tanků Merkava a transportérů Namer. První informace o jeho vývoji byly zveřejněny na konci roku 2015. Prototyp Eitanu byl poprvé veřejně představen 1. srpna 2016. Tehdy ještě nebylo zcela jasné, jestli se jednalo o technologický demonstrátor, nebo prototyp. Dne 11. března 2018 izraelská vláda schválila nákup několika stovek vozidel Eitan, s tím, že do roku 2027 má armáda získat celkem 531 Eitanů.
V roce 2020 izraelské ministerstvo obrany informovalo o zahájení sériové výroby. Připravovány byly tři hlavní verze: obrněný transportér vyzbrojený 12,7mm kulometem, obrněné vozidlo pěchoty s dálkově ovládaným bojovým modulem s kanónem a střelami Spike a velitelské vozidlo. Dokončení vývoje a příprava sériové výroby se však protáhly, takže první vozidla ze sériové výroby převzala izraelská pěší brigáda Nachal v roce 2023.

## Konstrukce
V konstrukci transportéru je využita řada komerčně dostupných komponentů z evropských obrněných vozidel (pohonná jednotka, převodovka, konstrukce zavěšení kol, atd.). Konstrukce je modulární. Vozidlo přepravuje tříčlennou posádku a až dvanáctičlenný výsadek. Ten jej opouští pomocí výklopné rampy na zádi. Velmi vysokou úroveň má ochrana vozidla. Eitan má vysoko posazený trup tvarovaný do V, je vybavený modulárním pancéřováním a ochrannými systémy, včetně aktivního systému Iron Fist. Hlavní výzbrojí prototypu je 12,7mm kulomet v dálkově ovládané zbraňové stanici. Pohonný systém tvoří turbodiesel o výkonu 552 kW (750 hp). Nejvyšší rychlost dosahuje 90 km/h. Dojezd je odhadován na 1000 km.

## Nasazení
Vozidla Eitan byla poprvé nasazena v operaci Železné meče, která byla reakcí na útok Hamásu ze 7. října 2023. Na snímcích z operace jsou zachyceny Eitany, které ještě postrádaly systém aktivní ochrany Iron Fist LD.